# 244

## Nașteri
- Dioclețian (Caius Aurelius Valerius Diocletianus Augustus), împărat roman (d. 311)

## Decese
- 11 februarie: Gordian al III-lea, împărat roman (n. 225)